# Marc Vidal
Pour les articles homonymes, voir Vidal.
Marc Vidal, né le 3 juin 1991 à Saint-Affrique, est footballeur français. Il évolue au poste de gardien de but.

## Biographie
Vidal intègre l'effectif professionnel du Toulouse FC lors de la saison 2008-2009, puis devient le troisième gardien pour la saison 2009-2010. 
Le 14 février 2010, à la suite des blessures des trois gardiens de l'équipe première, Yohann Pelé, Olivier Blondel et Mathieu Valverde, Marc Vidal est titularisé pour le déplacement au FC Lorient, et devient le cinquième gardien utilisé par le TFC lors de la saison. En effet, en décembre 2009, alors que Pelé et Blondel venaient de se blesser et que Valverde n'était pas encore qualifié, il s'était blessé à son tour et avait dû laisser sa place à un autre jeune gardien, Anthony Loustallot.
Le 20 février 2011, près d'un an après son premier match sous les couleurs du TFC, Vidal est aligné contre Rennes lors de la 24e journée de championnat, après une blessure de Valverde, et la longue indisponibilité de Pelé. Auteur de deux très bon arrêts, il est toutefois fautif sur l'ouverture du score de Yann M'Vila pour les Bretons. Il doit sortir à la 85e minute à la suite d'une entaille profonde au genou sur une action de Jérôme Leroy, et est remplacé par Ali Ahamada, qui devient le gardien titulaire. Vidal commence la saison 2011-2012, comme troisième gardien, derrière Ahamada et Rémy Riou, qui a rejoint le club, en remplacement de Valverde, libre, et de Pelé, convalescent.

## Statistiques
| Saison                | Club                  | Championnat           | Championnat | Championnat | Coupe(s) nationale(s) | Coupe(s) nationale(s) | Total | Total |
| Saison                | Club                  | Division              | M.          | B.          | M.                    | B.                    | M.    | B.    |
| 2009-2010             | Toulouse FC           | Ligue 1               | 1           | 0           | -                     | -                     | 1     | 0     |
| 2010-2011             | Toulouse FC           | Ligue 1               | 2           | 0           | -                     | -                     | 2     | 0     |
| 2011-2012             | Toulouse FC           | Ligue 1               | -           | -           | -                     | -                     | 0     | 0     |
| 2012-2013             | Toulouse FC           | Ligue 1               | -           | -           | -                     | -                     | 0     | 0     |
| 2013-2014             | Toulouse FC           | Ligue 1               | -           | -           | -                     | -                     | 0     | 0     |
| 2014-2015             | Toulouse FC           | Ligue 1               | -           | -           | 1                     | 0                     | 1     | 0     |
| 2015-2016             | Toulouse FC           | Ligue 1               | -           | -           | -                     | -                     | 0     | 0     |
| 2016-2017             | Toulouse FC           | Ligue 1               | -           | -           | -                     | -                     | 0     | 0     |
| 2017-2018             | Toulouse FC           | Ligue 1               |             |             |                       |                       | 0     | 0     |
| 2018-2019             | Toulouse FC           | Ligue 1               |             |             |                       |                       | 0     | 0     |
| Total sur la carrière | Total sur la carrière | Total sur la carrière | 3           | 0           | 1                     | 0                     | 4     | 0     |

## Palmarès
Avec l'équipe de France des moins de 19 ans, il remporte le Championnat d'Europe des moins de 19 ans en 2010.